# Слободяник Віталій Євгенович
Віта́лій Євге́нович Слободя́ник — майор Збройних сил України, учасник російсько-української війни.
Станом на березень 2017-го — військовослужбовець в/ч А2860.

## Нагороди
За особисту мужність, сумлінне та бездоганне служіння Українському народові, зразкове виконання військового обов'язку відзначений — нагороджений
- орденом «За мужність» III ступеня (3.11.2015).